# Viadotti di Stańczyki
I viadotti di Stańczyki sono una coppia di ponti situati in Polonia presso il villaggio di Stańczyki, nel comune rurale di Dubeninki, a pochi chilometri dal confine con l'oblast russo di Kalinigrad e con la Lituania.
I ponti gemelli sono lunghi circa 180 metri e sono costituiti da 5 campate ad arco in cemento armato di 30 metri di larghezza e 36,5 metri di altezza, che lo rendono uno dei viadotti ferroviari più alti della Polonia.
   
Il loro aspetto ricorda quello dell'acquedotto romano di Pont du Gard in Francia, per cui sono talvolta soprannominati gli acquedotti della foresta Romincka.
Sono stati realizzati per permettere alla ferrovia di superare il canalone del fiume Błędzianka, parte superiore del fiume Krasnaya (Rominta in polacco). Secondo alcune fonti fu costruito inizialmente il ponte meridionale, iniziato nel 1912-1914 e terminato nel 1917, mentre il ponte settentrionale fu costruito nel 1918 alla fine della prima guerra mondiale. Secondo altre fonti il ponte più vecchio è quello nord, realizzato a partire dal 1912, mentre la costruzione del ponte sud avrebbe avuto luogo tra il 1923 e il 1926.
Secondo il progetto iniziale i viadotti avrebbero dovuto fare parte di una tratta ferroviaria che collegasse la città di Chojnice in Polonia, che al tempo faceva parte dell'Impero tedesco, con la città di Alytus in Lituania.
Lo scoppio della Prima guerra mondiale e la difficile situazione post-bellica fecerò però annullare il progetto e il 1 ottobre 1927 fu aperta solo una tratta di circa 35 chilometri che collegava il comune di Gołdap con il villaggio di Żytkiejmy a Dubeninki. Benché si trattasse di una tratta locale la linea era molto frequentata in particolare da pescatori e cercatori di funghi in estate e sciatori in inverno, oltre che da alcuni treni merci.
La linea ferroviaria fu smantellata dall'Armata Rossa nel 1945. Negli anni 2000, a causa degli eccessivi costi di manutenzione, i due ponti furono venduti ad un privato che ne ha curato il restauro. Nel 2006 i ponti sono stati usati come set per alcune scene del film Rys di Stanisław Tym.